# ヴィルヘルム・フォン・ヴュルテンベルク (1761-1830)

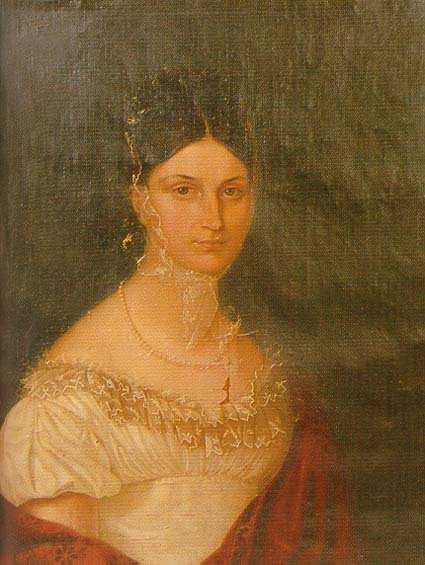
妻のヴィルヘルミーネ

ヴィルヘルム・フリードリヒ・フィリップ・フォン・ヴュルテンベルク（Herzog Wilhelm Friedrich Philipp von Württemberg, 1761年12月27日 - 1830年8月10日）は、ドイツ・ヴュルテンベルク王国の王族で、デンマークの将軍。ヴュルテンベルク初代軍事大臣（在任：1806年 - 1815年）を務めた。ウラッハ公爵家の始祖でもある。

## 生涯
ヴュルテンベルク公フリードリヒ・オイゲンと、その妃でブランデンブルク＝シュヴェート辺境伯フリードリヒ・ヴィルヘルムの娘であるフリーデリケ・ドロテア・ゾフィアの間の第5子、四男として生まれた。1779年にデンマーク軍に士官として入隊し、すぐに大佐に昇進した。1781年に連隊長、1783年に少将となり、1785年にはデンマーク王室近衛歩兵連隊の連隊長に就任した。1795年には中将となった。1801年にコペンハーゲン市の軍政長官となり、同年に起きたイギリス海軍とのコペンハーゲンの海戦に参加した。1806年、1万ライヒスターラーの退職金を与えられてデンマーク軍を退役した。
長兄のヴュルテンベルク王フリードリヒ1世は、1806年に母国に戻ったヴィルヘルムを陸軍元帥および初代軍事大臣に任命した。しかし1811年にはフリードリヒ・フォン・フュール男爵(Friedrich von Phull)が軍事副大臣として実質的に軍事省を統率するようになり、ヴィルヘルムは1815年に形ばかりの軍事大臣を退いた。退職後、ヴィルヘルムは趣味の自然科学の研究や、医師としての活動に没頭した。その功績により、1817年にはテュービンゲン大学から医学の名誉博士号を贈られた。王家の成員として、1819年から1830年までヴュルテンベルク王国議会の議員を務めた。
1800年8月23日にコズヴィヒ（現在のドイツ領ザクセン＝アンハルト州ヴィッテンベルク郡）において、母の女官だったヴィルヘルミーネ・フォン・トゥンダーフェルト＝ローディス男爵夫人（Wilhelmine Freiin von Tunderfeld-Rhodis、1777年 - 1822年）と結婚した。妻はスウェーデンに仕官するバルト・ドイツ人軍人の家系出身であり、この結婚はヴュルテンベルク家の家内法により貴賤結婚とされた。このため、ヴィルヘルムは1801年8月1日に自身とその子孫の家督相続権（王位継承権）を放棄している。

## 子女
妻ヴィルヘルミーネとの間に5男1女の6人の子女をもうけた。子供たちはヴュルテンベルク伯爵（Graf/Gräfin von Württemberg）の称号を許された。 
- クリスティアン・フリードリヒ・アレクサンダー（1801年 - 1844年）
- クリスティアン・フリードリヒ・アウグスト（1805年 - 1808年）
- フリードリヒ・ヴィルヘルム・アレクサンダー・フェルディナント（1810年 - 1869年） - 初代ウラッハ公爵
- フリードリヒ・アレクサンダー・アウグスト・ヴィルヘルム（1811年 - 1812年）
- フリードリヒ・アレクサンダー・フランツ・コンスタンティン（1814年 - 1824年）
- フリーデリケ・マリー・アレクサンドリーネ・シャルロッテ・カタリーナ（1815年 - 1866年） - 1842年、ヴィルヘルム・フォン・タウベンハイム伯爵と結婚